# Lycaena bathinia
Lycaena bathinia is een vlinder uit de familie van de Lycaenidae. De wetenschappelijke naam van de soort is voor het eerst geldig gepubliceerd in 1899 door Pieter Snellen.